# El show de Gary Coleman
El show de Gary Coleman (títol original en anglès: The Gary Coleman Show) és una sèrie de televisió de dibuixos animats creada per l'esdudi d'animació Hanna-Barbera el 1982. Fou emesa originàriament a la cadena de televisió estatunidenca NBC durant la temporada 1982-1983.
El nom de la sèrie fa referència a l'actor Gary Coleman, que en la seva versió original posava la veu al personatge Andy LeBeau, un aprenent d'àngel enviat a la Terra per tal de guanyar-se les dues ales a base de bones accions.
A Catalunya, TV3 va emetre la sèrie el 1984. Fou una de les primeres sèries de dibuixos animats emeses en català, juntament amb Pac-Man, Els descamisats o Pat, el carter.

## Argument
Els dibuixos animats són una sèrie derivada de la pel·lícula de televisió The Kid with the Broken Halo (1982), que tenia com a protagonista a l'actor Gary Coleman i en la qual encarnava el mateix personatge que als dibuixos animals.
El protagonista, Andy LeBeau, és un jove aprenent d'àngel que a cada capítol és enviat a la terra per la seva mentora, l'àngel Angèlica, encomanant-li una missió. Només reexint en les seves missions, Andy LeBeau podrà convertir-se un dia en un verdader àngel de la guarda, guanyant-se les dues ales que encara li falten.
La seva missió de l'aprenent d'àngel sol consistir en ajudar a algun nen que passa per dificultats. El malvat Hornswoggle, un elegant dimoni de pell púrpura, cabell negre i masclet, apareix sempre per fer-li la gitza. Normalment, el mètode que sol emprar el dimoni per què la missió fracassi, és persuardir-lo per que prengui una decisió incorrecta o bé posant-li tota mena d'entrabancs.
Com a instrument d'ajuda, Andy compta amb la seva aurèola, que és invisible pels humans i que pot llançar com un boomerang. La aurèola té efectes positius sobre tot allò que toca. Al final, Andy acaba corregint els seus errors i fa fracassar sempre els plans de Hornswoggle.

## Capítols (nom original en anglès)
1. Fouled Up Fossils / Going, Going, Gone
2. You Oughtta' Be In Pictures / Derby Daze
3. Hornswoggle's Hoax / Calamity Canine
4. Cupid Andy / Space Odd-Essey
5. Hornswoggle's New Leaf / Keep On Movin' On
6. Mansion Madness / Wuthering Kites
7. In the Swim / Put Up or Fix Up
8. Haggle and Double Haggle / The Royal Visitor
9. The Future Tense / Dr. Livingston, I Presume
10. Haggle's Luck / Head in the Clouds
11. Teacher's Pest / Andy Sings the Blues
12. Easy Money / Take My Tonsils -Please-
13. The Prettiest Girl in Oakville / Mack's Snow Job